# PR-HU 46
El PR-HU 46 es una ruta de pequeño recorrido en la Ribagorza, provincia de Huesca, Aragón, España. Empieza en la Serraduy (enlace con el GR-18.1) y acaba en Arén (enlace con el GR-18).
El recorrido total son 24,5 km, entre el valle del Isábena y el del Noguera Ribagorzana. Las altitudes durante el recorrido oscilan entre los 695 m s. n. m. poco antes de llegar a Arén y los 1260 en el Coll del Vent.
Enlaza dos senderos de Gran Recorrido (GR): GR-18 y GR-18.1. En su recorrido atraviesa la sierra del Sis.
| Municipios | Localidades    | Localidades    |
| ---------- | -------------- | -------------- |
| Isábena    | Serraduy       | GR-18.1        |
| Arén       | Ribera de Vall | Ribera de Vall |
| Arén       | Sobrecastell   |                |
| Arén       | Arén           | GR-18          |